# Epizeuxis (stijlfiguur)
Een epizeuxis is een vorm van woordherhaling die onder andere toegepast wordt voor extra nadruk of spanning, of om een ritme in de tekst te brengen. De herhaalde woorden of zinsneden hebben binnen de zin dezelfde functie en tussen de delen bevinden zich geen andere woorden.
Deze stijlfiguur wordt veel in reclameteksten en slogans toegepast.
Basisvoorbeelden
- Ik, ik zeg u dat het zo is.
- Ik vraag u: waarom, waarom?
- "Bla, bla, bla..."
- Godver de godver de godver!

## Bekende voorbeelden
- Staakt, staakt, staakt!!! (oproep bij de Februaristaking in 1941)
- Never give in – never, never, never, never, in nothing great or small, large or petty, never give in except to convictions of honour and good sense. Never yield to force; never yield to the apparently overwhelming might of the enemy. (Winston Churchill, 29 oktober 1941. Churchill gebruikt naast de epizeuxis ook een andere vorm van herhaling, de anafoor.)[3]
- Troost, troost mijn volk, zegt jullie God (Jesaja 40:1)
- Lewenstein, Lewenstein, de nijvere naaimachine (reclame van Lewenstein)
- Hoort, hoort, zegt het voort! (een aanhef die aan stadsomroepers wordt toegeschreven)
- Who let the dogs out / Woof, woof, woof, woof, woof (beginregels van een song van de Baha Men)
- Alone, alone, all all alone, Alone on a wide, wide sea. (The Rime of the Ancient Mariner)[4]
- Ik zie, ik zie wat jij niet ziet (raadselspel; dit is tevens een anafoor)
- Rijden, rijden, rijden in een wagentje (kinderliedje)
- In een groen, groen, groen, groen knollen-knollenland, Daar zaten twee haasjes heel parmant, En de één die blies de fluite-fluite-fluit, En de ander sloeg de trommel (kinderliedje)